# Ганжа, Александр Никитич
Александр Никитич Ганжа́ (1906 — ?) — инженер, руководитель строительства ГЭС, лауреат Сталинской премии второй степени (1952).

## Биография
Родился 12 (25 декабря) 1906 года на хуторе Аврора (Середино-Будский район, Сумская область, Украина).
Окончил Киевский инженерно-строительный институт по специальности инженер-строитель (1929). В 1929—1930 годах служил в РККА,
- 1930—1932 прораб на строительстве Днепровской ГЭС,
- 1932—1935 инженер-строитель на строительстве домны завода «Запорожсталь»,
- 1935—1938 на военной службе на командных должностях
- 1938—1948 главный инженер строительной конторы в Министерстве обороны,
- 1948—1953 заместитель начальника и начальник производственно-технического отдела (отдел № 24) Главгидроволгодонстроя МВД СССР, главный инженер водосливной плотины на строительстве Цимлянской ГЭС (инженер-полковник),
- 1953—1960 главный инженер проекта и начальник технического отдела Военно-морского инженерного управления.
- 1961—1966 г. заместитель главного инженера Главзагранэнерго Минэнерго СССР.

Во время войны главный инженер 25 УСС НКО СССР, начальник 9 ФУОС (фронтового управления оборонительного строительства), военинженер 2 ранга, инженер-майор, инженер-подполковник, руководил строительством оборонительных сооружений — Закавказский, 3-й Украинский, Юго-Западный фронты.
Похоронен на Новодевичьем кладбище.

## Награды и премии
- орден Красного Знамени (5.11.1954)
- орден Красной Звезды (9.2.1943)
- орден Отечественной войны II степени (23.7.1943)
- орден Отечественной войны I степени (19.4.1945)
- медаль «За боевые заслуги» (3.11.1944)
- медаль «За победу над Германией в Великой Отечественной войне 1941—1945 гг.»
- Сталинская премия второй степени (1952) — за разработку и внедрение в строительство гидротехнических и промышленных сооружений метода вакуумирования бетона